# Белостокское гетто
Белостокское гетто — еврейское гетто в Белостоке, созданное нацистами в 1941 году и уничтоженное в 1943. В гетто существовало подполье, которое 16 августа 1943 года организовало открытое вооружённое восстание.

## До создания гетто
Белостокское гетто было основано достаточно поздно, только 26 июля 1941 года. Первый раз немцы заняли Белосток 15 сентября 1939 года, однако менее чем через неделю, на основе предварительных договорённостей, немцы передали Белосток Советскому Союзу и в город вошли части Красной Армии. Затем город вошёл в состав СССР. 4 декабря 1939 Белосток стал столицей области в составе БССР. 
Сразу после присоединения были упразднены или конфискованы многие еврейские фирмы и предприятия, закрыты еврейские политические, общественные и учебные организации. Большинство еврейских и польских „капиталистов“ были арестованы и высланы в отдалённые районы страны. Одновременно в Белостоке начался наплыв еврейских беженцев из тех частей Польши, которые оказались под немецкой оккупацией. Считается, что уже к началу 1940 года в городе могли находиться от 50 до 60 тысяч евреев.
Немцы заново заняли Белосток 27 июня 1941 и оставались в нём до 27 июля 1944. Но город был окружен уже 22 июня 1941 г. Поэтому лишь незначительному числу евреев, не более 200–300 человек удалось эвакуироваться из Белостока. 
В первый день оккупации, во время облавы было схвачено большое число евреев, которые были заключены в Центральную синагогу. Входы в синагогу были заколочены, здание окружено немецкими солдатами. 28 июня 1941 немцы „умиротворили“ и сожгли еврейский квартал «Ханайки», вместе со зданием Центральной синагоги, в котором сгорели 1000—2000 человек (эта акция получила название «Красная пятница» (пол. «Czerwony piątek»). Акция проводилась Полицейским батальоном 309. Тогда всего погибло ок. 5000 евреев. Спастись из горящего здания удалось лишь нескольким евреям, благодаря помощи польского рабочего. 
3 июля 1941 года, на полях у пригородной деревни Петраши, немцы провели массовую экзекуцию еврейской интеллигенции. Тогда было убито ок. 300 человек. Подобная экзекуция над еврейскими мужчинами состоялась и 12 июля — убито от 2 до 5 тыс. человек (акция получила название «Чёрная суббота» (пол. «Czarna sobota»).

## Создание гетто

Белостокское гетто, 1941—1943

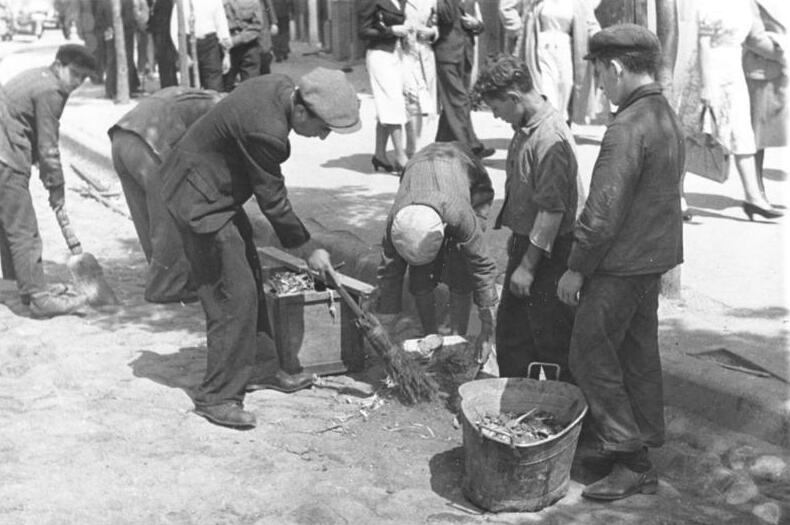
Работа в гетто. Белосток

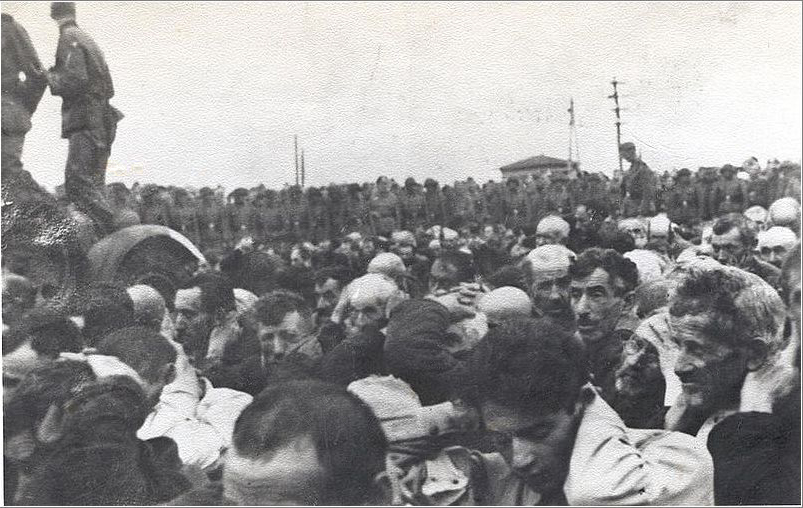
Еврейские мужчины во время ликвидации гетто под наблюдением немецких военных

26 июля 1941 в городе создано гетто, в котором заключено от 40 до 60 тысяч евреев из города и окрестностей. Создан юденрат, состоявший из 12 членов, первоначально во главе с доктором Гедалией Роземанном. Менее чем через месяц создан новый юденрат, во главе с бывшим заместителем Роземанна, предпринимателем из Волковыска, Эфраимом Барашем. 1 августа 1941 года гетто стало закрытым, без возможности его покинуть. Располагалось между улицами Липовой, Преязд, Полесской и Сенкевича, было обнесено стеной с тремя охраняемыми выездными воротами. На пропускных пунктах стояли немецкие и украинские полицейские. Восточная и Западная части гетто были разделены долиной реки Белой. 

## Эксплуатация узников
Фактический руководитель гетто Эфраим Бараш считал, что отдалить его ликвидацию может только масштабное производство необходимых немцам товаров. Поэтому вскоре в Белостокском гетто появилось более двадцати заводов, на которых производили военную и текстильную продукцию. Немецкое командование планировало провести первую депортацию белостокских евреев в ноябре 1942 года, но его высокая «производительность» заставила нацистов отсрочить свои планы.
Все жители гетто от 15 до 65 лет обязаны были трудиться на фабриках созданных немцами. Около 2 тысяч человек работали на юденрат, как по его обслуживанию, так и на находящихся на территории гетто фабриках текстиля и заводике по ремонту вооружения для немцев. Подобно как и в других местах, члены юденрата верили, что только производственный труд на пользу немцам может спасти гетто от уничтожения, а людей от гибели. Кроме официальной продукции для немцев производились также товары для жителей самого гетто. Все евреи Белостока обязаны были носить отличительный знак — желтые звезды на спине и груди, за пределами гетто евреи обязаны были ходить только по мостовой и только в составе рабочих колонн в сопровождении немцев. 
В апреле 1943 г. на предприятиях и мастерских в самом гетто работало 14 250 евреев, за пределами гетто — 2,7 тыс. Зарплата евреев составляла 40–50% от зарплаты рабочих других национальностей. Но рабочие получали только половину этой суммы, остальные деньги в основном шли на нужды городского бюджета. Лишь незначительная часть этой суммы поступала на счета юденрата. Зимой 1941–42 гг. не работавшие жители гетто получали по 200 грамм хлеба в день, работавшие вне гетто — 230 грамм, а работавшие внутри гетто — 500 грамм. Но летом 1942 г. норма для работающих в гетто была снижена до 375 грамм, а с ноября 1942 г. — до 300 грамм. 
Первый год существования гетто был относительно спокойным, не считая того, что на ограбленных и так обитателей гетто были наложены тяжёлые контрибуции и налоги. По причине постоянной нехватки продуктов, в гетто создана сеть кухонь. Юденрат также организовал пункты питания для бедных, два госпиталя, 3 аптеки, пункт первой помощи, 2 школы и дет. сад. Около двухсот мужчин служили в действующей в гетто еврейской полиции. 

## Депортации и уничтожение узников
В сентябре, октябре 1941 года 5—6 тысяч евреев вывезено из Белостока в гетто в Пружанах, где они погибли в январе 1943 года, во время ликвидации Пружанского гетто.
При ликвидации гетто немцы отправили из него в лагеря смерти Майданек и Освенцим около 30 тысяч человек.

## Сопротивление
С ноября 1941 года в гетто начало создаваться организованное сопротивление. В марте 1942 г. был создан «Объединенный антифашистский блок», в него вошли коммунисты во главе с бывшим унтер-офицером польской армии Д. Мошковичем (1905-43), представители Ха-Шомер ха-цаир во главе с Хайкой Гроссман и левой частью Бунда во главе с Э. Бораксом. У историков эта организация получила название «Блок А». В начале 1942 г. в гетто было создано движение правого крыла Бунда, сионистской организации Дрор и ряда других сионистских движений, «Блок B». Организацию возглавил М. Тененбаум (Тамаров). В отличие от многих других восстаний, в Белостоке силы Сопротивления поддерживал руководитель юденрата Эфраим Бараш. До весны 1943 движение в гетто поддерживало связь с варшавской Еврейской Боевой Организацией, с гетто Вильно и с партизанским отрядом Юдиты, действовавшим в лесах с декабря 1942. В феврале 1943 еврейское Сопротивление получило помощь оружием, медикаментами, картами и разведывательной информацией от немецкого антифашистского движения.
Первые вооружённые столкновения в гетто были во время акции депортации 5—12 февраля 1943. После февральских боёв подпольщики начали понимать что разделение сил Сопротивления на два блока идёт вразрез с интересами дела. Объединение шло туго: мешали как идеологическая зашоренность коммунистов-ортодоксов, так и традиционное недоверие к ним их давнишних противников. В результате было создано объединённое командование всех подпольщиков.
В начале августа 1943 года немцы приняли решение об окончательной ликвидации Белостокского гетто. В ночь с 15 на 16 августа гетто было окружено тремя кольцами немецких войск, состоявших из подразделений немецкой жандармерии, трёх специальных полицейских батальонов, два из которых были украинскими, частей СС и подразделений вермахта. Войскам были приданы полевая артиллерия, танки, броневики и самолёты. В ночь на 16 августа немецкие войска заняли фабрики гетто, утром 16 августа в гетто были вывешены объявления, в которых населению приказывали собраться в указанных местах, якобы для переселения в Люблин.
16 августа 1943 года в гетто началось вооружённое восстание. В восстании участвовало всего около 300 человек, так как вооружение повстанцев было скудным и могло хватить лишь для такого количества бойцов. Они располагали 25 карабинами и сотней винтовок, несколькими автоматами, одним пулемётом. Было также оружие кустарного производства, небольшое количество коктейлей Молотова и немного гранат. Остальные бойцы вооружались топорами, штыками, косами и т. д.
Были созданы укрепленные бункеры и два штаба по руководству восстания. В бункере на улице Теплой находился главный штаб восставших во главе с руководителями М. Тененбаумом и Д. Мошковичем. Другой штаб был создан в центре гетто, его возглавляли З. Зильберберг и Й. Каве (1897–1944).
Небольшая группа восставших пять дней вела бои против более трёх тысяч немцев и украинцев, действовавших при поддержке танков, артиллерии и авиации. По данным «Жеготы» в гетто было уничтожено около ста немецких и украинских солдат и полицейских, несколько сот было ранено.

## Известные узники гетто
- Мордехай Тененбаум — руководитель восстания в Белостокском гетто[14].
- Даниэль Мошкович[пол.] — коммунист, заместитель руководителя восстания[5].
- Эфраим Бараш[пол.] — глава белостокского юденрата[5].
- Samuel Pisar — писатель, юрист, правозащитник[7].
- Беркнер, Сергей Самуилович — ученый-филолог, доктор филологических наук (1989), профессор Воронежского государственного педагогического университета (1991).